# Hành khách

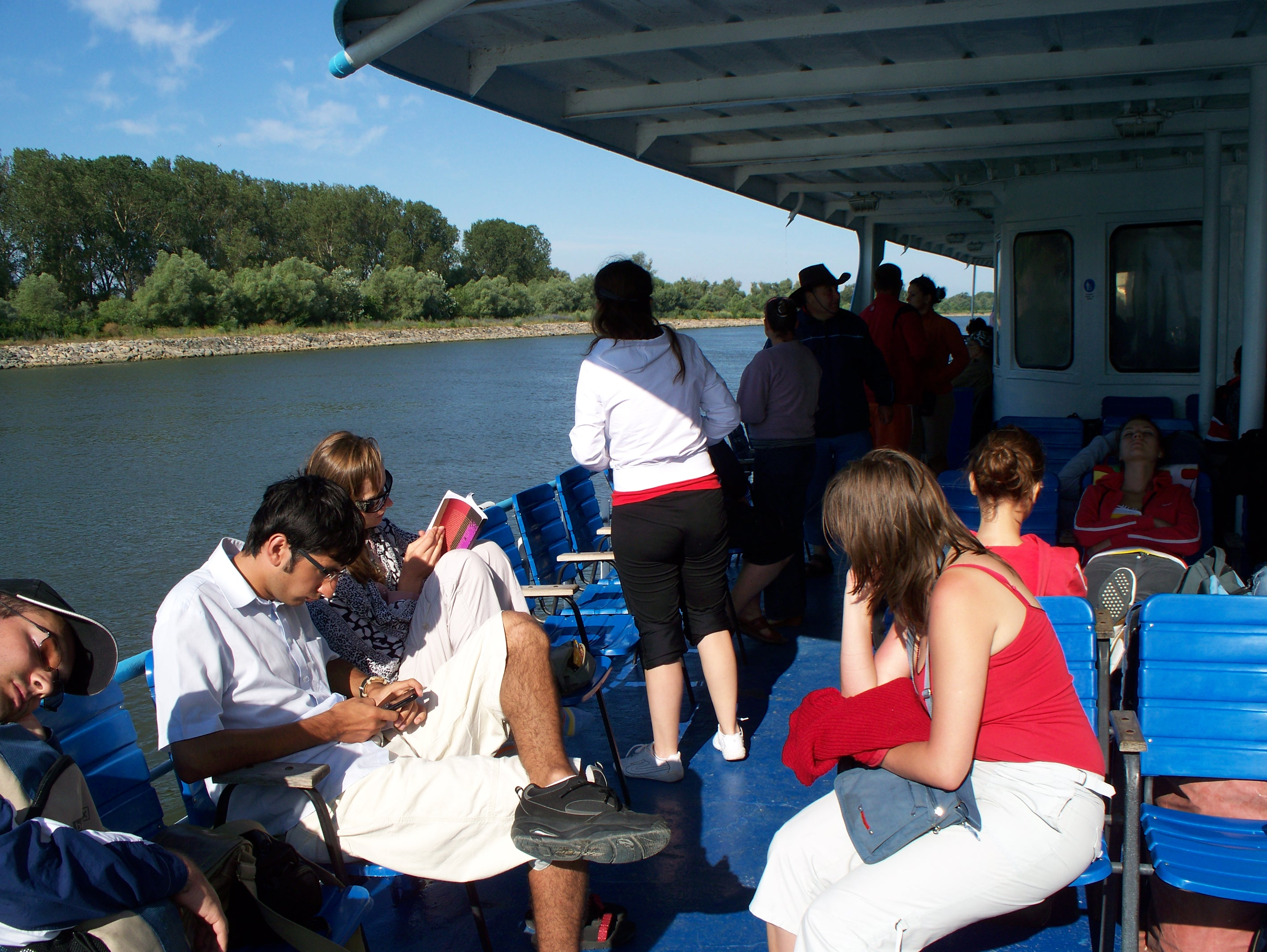
Hành khách trên thuyền ở Đồng bằng sông Danube, 2008

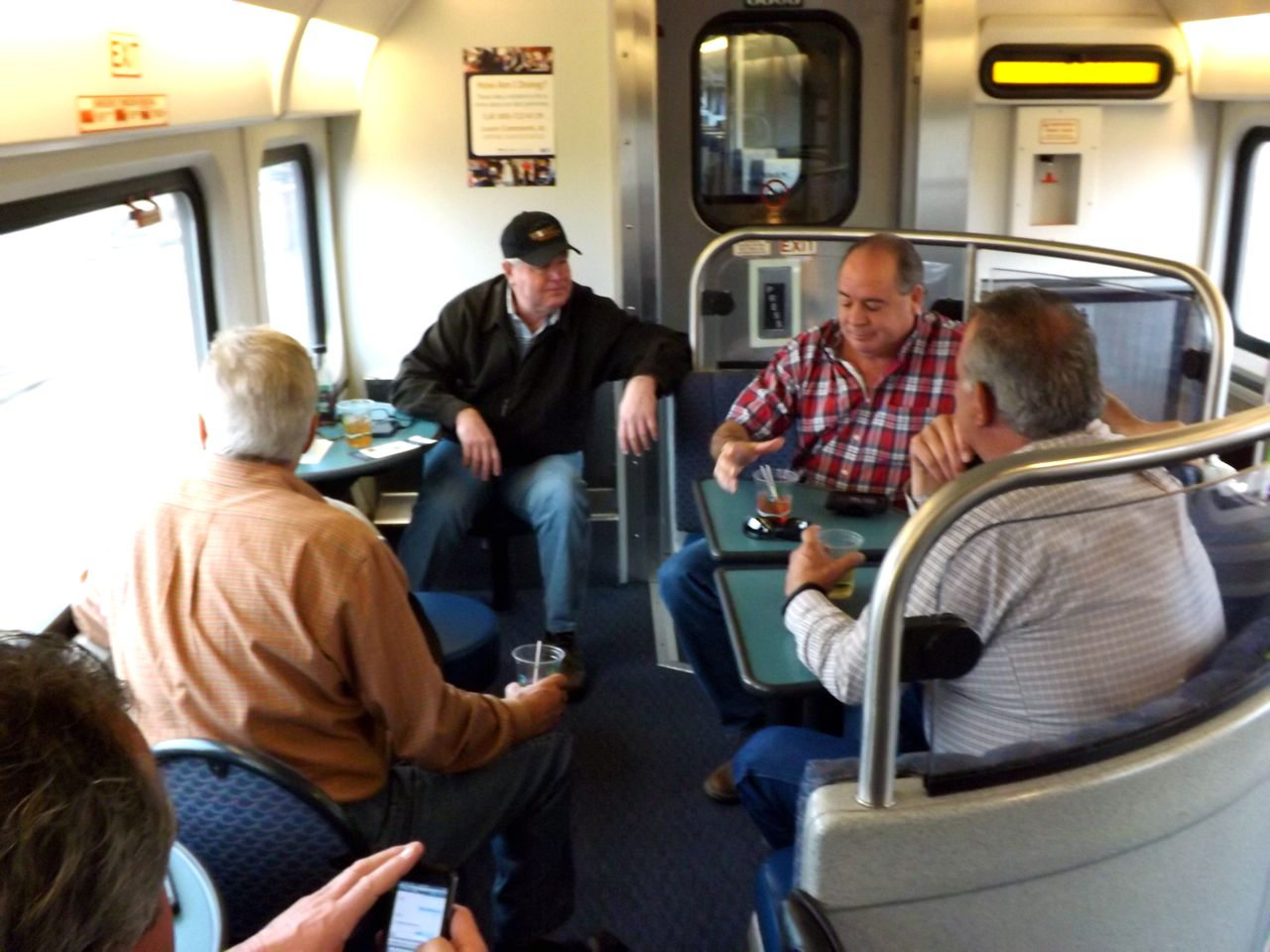
Hành khách trong phòng chờ của một chuyến tàu ở Thung lũng Amtrak San Joaquin, California, 2014

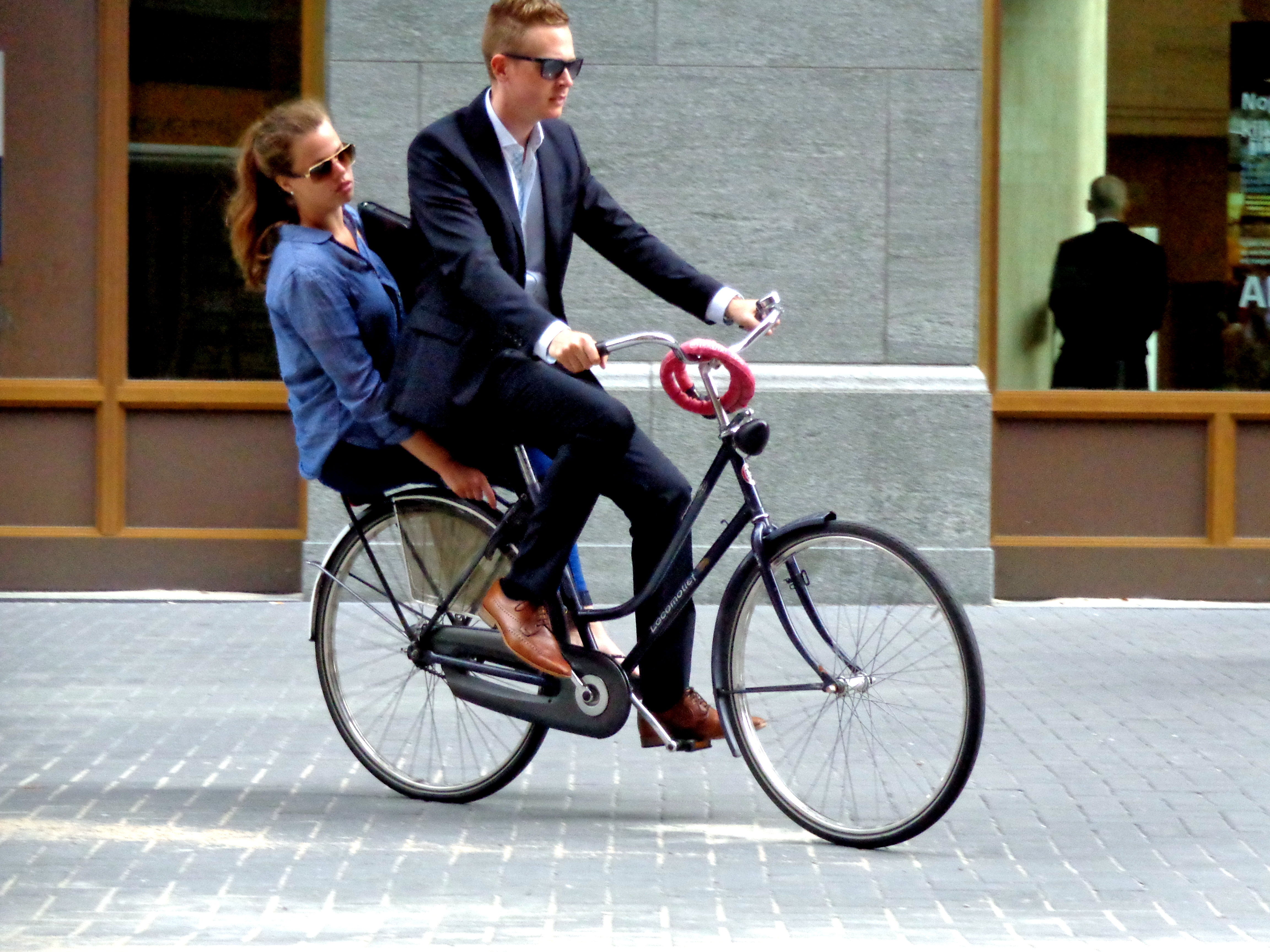
Hành khách trên xe đạp

Hành khách (tiếng Anh: passenger, viết tắt thành pax) là một người di chuyển trong một phương tiện nhưng không có trách nhiệm vận hành phương tiện di chuyển đó tới đích. Phương tiện này có thể là xe đạp, xe buýt, tàu hỏa, máy bay, tàu thủy, phà, và các phương tiện giao thông khác.
Các thành viên phi hành đoàn máy bay (nếu có), cũng như người lái xe hoặc hoa tiêu của phương tiện, thường không được coi là hành khách. Ví dụ, một tiếp viên của một hãng hàng không sẽ không được coi là hành khách khi đang làm nhiệm vụ và giống như những người làm việc trong nhà bếp hoặc nhà hàng trên tàu cũng như nhân viên dọn vệ sinh, nhưng một nhân viên đi trên xe của công ty được một người khác cầm lái sẽ được coi là hành khách.

## Luật pháp
Nhìn chung, các hệ thống pháp lý có các quy định về trách nhiệm của tài xế đối với hành khách. Người ta cũng xác định số lượng hành khách tối đa của một phương tiện vận chuyển (tiếng Anh: seating capacity).

### Việt Nam
Tại Việt Nam, luật giao thông đường bộ năm 2006 định nghĩa: "Hành khách là người được chở trên phương tiện vận tải hành khách đường bộ, có trả tiền.".